# Paz sin fronteras
Paz sin fronteras es el nombre que recibe una serie de conciertos gratuitos al aire libre liderados por el cantante colombiano Juanes junto a otros artistas reconocidos a nivel internacional. La primera edición se realizó en 2008 entre la frontera de Colombia y Venezuela en el Puente Internacional Simón Bolívar, la segunda en 2009 en la Plaza de la Revolución en Cuba y se planteaba un tercer concierto en la ciudad de Caracas en Venezuela para 2013.
El primer concierto tuvo como objetivo reafirmar el mensaje antibelicista de que los colombianos, venezolanos y ecuatorianos son hermanos sudamericanos, independientemente de la relación que exista entre la orientación política de los gobiernos de turno. Fue organizado por Juanes, quien a su vez fue su anfitrión. Ocurrió el 16 de marzo de 2008 entre las 13:35 y las 17:40 (GMT-5) en el Puente Internacional Simón Bolívar, en la frontera colombo-venezolana que se ubica entre la ciudad de Villa del Rosario y la localidad de San Antonio del Táchira, capital del Municipio Bolívar en Venezuela.
Paz sin fronteras nació como iniciativa tras la crisis diplomática que mantuvieron Ecuador, Colombia y Venezuela, desde la incursión de fuerzas colombianas en territorio ecuatoriano (Bombardeo de Santa Rosa de 2008), que dio como resultado el fallecimiento de Raúl Reyes, segundo al mando de las Fuerzas Armadas Revolucionarias de Colombia (FARC). Este hecho, dada la vulneración de las fronteras del país vecino, generó una crisis que incluyó el movimiento de tropas venezolanas y ecuatorianas a las fronteras. Dicha crisis se dio por finalizada en la reunión del Grupo de Río el viernes 7 de marzo de 2008 en República Dominicana.
Los artistas que participaron del primer concierto fueron Alejandro Sanz, Juan Fernando Velasco, Carlos Vives, Juan Luis Guerra, Miguel Bosé, y Ricardo Montaner, además del propio Juanes. Ninguno de los artistas ni las personas encargadas del concierto cobró por sus servicios, por tratarse de un concierto gratuito al aire libre que buscaba ser un símbolo en busca de la paz en la región. Según los cálculos, más de 300.000 personas estuvieron en la primera edición del evento.
En su segunda edición realizada el 2009 en La Habana sobre el escenario de la Plaza de la Revolución ante más de un millón ciento cincuenta mil personas, en su mayoría cubanos, y extranjeros entre turistas y estudiantes, en una cifra histórica sin precedentes para un espectáculo de este tipo, Juanes y sus invitados clausuraron el histórico concierto en La Habana del proyecto Paz Sin Fronteras. Los artistas asistentes: Juanes, Olga Tañón, Danny Rivera, Miguel Bosé, Víctor Manuelle, Luis Eduardo Aute, Juan Fernando Velasco, Jovanotti, Amaury Pérez, Silvio Rodríguez, Orishas, Carlos Varela, Equis Alfonso, CuCu Diamantes con Yerba Buena y Los Van Van terminaron emocionados cantando en un coro gigantesco por la paz.
El espectáculo artístico, que rebasó las cinco horas, se ha convertido desde ya en un suceso histórico sin precedentes, tanto por la magnitud de personas asistentes, como por la repercusión internacional. En palabras de Olga Tañón este día superó «todas las expectativas de mi vida. Gracias al pueblo cubano por ello». Su coterráneo, Danny Rivera, se inspiró y sus declaraciones constituyeron versos: «Este concierto es la semilla que crece en el suelo, los portentos del ser humano se convierten en lluvia, en agua , en viento para que germine el nuevo sueño del ser humano».

## Toponimia
El nombre de este evento sufrió varias modificaciones previas, uno de ellos Paz en la frontera, pero finalmente el propio Juanes definió el nombre del evento como Paz sin fronteras.
Juanes afirmó que "ojalá asistan los tres" refiriéndose a los presidentes de Colombia, Venezuela y Ecuador. Ricardo Montaner por su parte dijo que si los mandatarios quieren asistir, lo hagan, pero que la intención no era política sino ciudadana. Su posición era la no violencia, y la afirmación que la forma de resolver los conflictos es la vía del diálogo.
El presidente colombiano, Álvaro Uribe Vélez había considerado asistir al concierto en compañía del Vicepresidente, Francisco Santos Calderón, altos mandos e integrantes del gabinete pero a petición del mánager de Juanes decidió cancelar su asistencia ya que esto comprometería la neutralidad del evento y le podría añadir un tono político.

## Primer concierto
Cerca de medio millón de flores blancas y varios metros de tela del mismo color cubrieron los 350 metros de largo del paso fronterizo sobre el río Táchira. Las orillas de este río, que siempre habían estado llenas de basura, fueron limpiadas para recibir a las más de 100.000 personas que acudieron al espectáculo. Un coro de niños de Venezuela y Colombia dio apertura al evento, tras lo cual el cantante colombiano Carlos Vives abrió el concierto con un llamamiento para que "los secuestrados vuelvan a casa". Vives se refirió así a los secuestrados en poder de las Fuerzas Armadas Revolucionarias de Colombia (FARC) y de otros grupos armados ilegales (guerrillas, paramilitares y bandas armadas), momentos antes de dar comienzo al concierto en directo. Seguido del cantante colombiano Carlos Vives, se presentó el ecuatoriano Juan Fernando Velasco, seguido de Alejandro Sanz, Juan Luis Guerra, Miguel Bosé y el venezolano Ricardo Montaner, quienes en algunas ocasiones se manifestaron contra la guerra y la violencia, cerrando este concierto Juanes, quien interpretó 4 temas de sus más famosas canciones.

### Citas
No dejes nunca de cantar, Juanes, y gracias Venezuela, Ecuador y Colombia, gracias al anfitrión, viva la madre que le parió. Miguel Bosé

Yo nací aquí en Colombia, yo nací aquí en Venezuela, yo nací aquí en Ecuador. Juan Fernando Velasco

## Segundo concierto
El segundo concierto por la Paz fue realizado en La Habana (Cuba), comenzó a las 14:00 extendiéndose hasta las 19:00 , frente a 1.150.000 cubanos (según informó en el escenario el español Miguel Bosé), quienes vistieron prendas de color blanco dada la ocasión. Esta cifra a grandes rasgos convierte este concierto en el más grande de la historia después del que realizaran The Rolling Stones en Río de Janeiro (Brasil). Participaron (además de su anfitrión Juanes), los puertorriqueños Olga Tañón y Danny Rivera; los españoles Miguel Bosé, Víctor Manuelle y Luis Eduardo Aute, el ecuatoriano Juan Fernando Velasco, el italiano Jovanotti y el grupo cubano Los Van Van, Amaury Pérez, Silvio Rodríguez, Orishas, Carlos Varela, X Alfonso, y el conjunto cubano-venezolano CuCu Diamantes y Yerba Buena. El concierto fue transmitido en vivo a Europa, varios países de América Latina y Estados Unidos. Los materiales publicados sobre Juanes en Cuba y el concierto Paz sin fronteras, suman decenas de miles según registra el buscador Google con palabras relacionadas con el histórico hecho cultural. El evento fue utilizado por agentes encubiertos para probar la nueva red social Zunzuneo el llamado "Twitter cubano".

## Posible tercer concierto en Venezuela
El 9 de enero de 2013 se dio a conocer que Juanes y Miguel Bosé tienen toda la intención de llevar a cabo la tercera edición del concierto Paz Sin Fronteras en Venezuela, por lo que visitaron al maestro José Antonio Abreu, fundador del Sistema de Orquestas Infantiles y Juveniles de Venezuela, para analizar las posibilidades del proyecto, así lo dio a conocer Caracol Radio.
Un portavoz de la Fundación Musical Simón Bolívar, el órgano rector del sistema de orquestas venezolano, señaló a la Agencia EFE que en la reunión estuvieron el maestro José Antonio Abreu, Juanes, Miguel Bosé y otros directivos de la fundación.
Dentro de un mes los intérpretes visitarán la sede del sistema de orquestas en Venezuela aprovechando que Miguel Bosé tiene un concierto el 17 de febrero de 2013 en Caracas, y comenzarán a planificar Paz Sin Fronteras para Venezuela.
"Estamos muy impresionados con todo esto", sostuvo Juanes a su llegada a la sede. Por su parte, el cantante español señaló que esperan convocar a "15 artistas representativos de Europa y América Latina", en donde participaría el reconocido director Gustavo Dudamel y la Orquesta Sinfónica Simón Bolívar de Venezuela.

### Noticias
- El País - Música para la paz sin fronteras
- El Tiempo - Vive In - El espectáculo de la frontera
  - Especial con videos del concierto
- La Opinión - Juanes cerró el concierto Paz sin fronteras (enlace roto disponible en Internet Archive; véase el historial, la primera versión y la última).
- Granma Internacional - Suceso musical el megaconcierto Paz sin Fronteras
  - Especial - Galería de Imágenes
- Granma - Juanes y más de un millón con camisas blancas por la paz
- Granma Internacional - Miguel Bosé
- Granma Internacional - Paisaje de paz después de la batalla
- Vanguardia - Cuba entera acompañó a Juanes en Paz sin fronteras

### Cartas
- Puente Simón Bolívar, sitio del concierto, en Google Maps

- Datos: Q3898417
- Multimedia: Paz Sin Fronteras / Q3898417